# Juno Verberne
Juno Verberne (Liessel, 14 september 1968) is een voormalig Nederlandse profvoetballer die onder contract stond bij VVV en Heracles Almelo.
Verberne groeide op in Meijel en speelde in de jeugd van RKMSV totdat hij in de A-jeugd de overstap maakte naar VVV. Onder trainer Jan Reker maakte hij op 21 november 1987 zijn competitiedebuut in de thuiswedstrijd tegen FC Den Bosch (1-0), als vervanger voor de geblesseerde Bert Verhagen. Verberne zou al snel uitgroeien tot een vaste waarde bij de Venlose club en uiteindelijk tot aanvoerder worden benoemd.
Verberne speelde veelal op diverse posities in de verdediging, maar was ook inzetbaar als middenvelder. Na negen seizoenen in het eerste elftal van VVV maakte hij in 1996 de overstap naar Heracles. Hij speelde nog drie seizoenen in Almelo totdat hij in 1999 zijn profloopbaan beëindigde wegens de geboorte van zijn zoon. Na zijn voetbalcarrière ging Verberne verder als leraar lichamelijke opvoeding.

## Statistieken
| Seizoen         | Club            | Competitie      | Competitie | Competitie | Beker | Beker | Nacompetitie | Nacompetitie | Totaal | Totaal |
| Seizoen         | Club            | Competitie      | Wed.       | Dlp.       | Wed.  | Dlp.  | Wed.         | Dlp.         | Wed.   | Dlp.   |
| --------------- | --------------- | --------------- | ---------- | ---------- | ----- | ----- | ------------ | ------------ | ------ | ------ |
| 1987/88         | VVV             | Eredivisie      | 14         | 0          | 1     | 0     | 2            | 0            | 17     | 0      |
| 1988/89         | VVV             | Eredivisie      | 25         | 1          | 2     | 0     | —            | —            | 27     | 1      |
| 1989/90         | VVV             | Eerste divisie  | 36         | 2          | 2     | 0     | —            | —            | 38     | 2      |
| 1990/91         | VVV             | Eerste divisie  | 36         | 1          | 2     | 0     | 4            | 0            | 42     | 1      |
| 1991/92         | VVV             | Eredivisie      | 28         | 2          | 3     | 0     | —            | —            | 31     | 2      |
| 1992/93         | VVV             | Eerste divisie  | 32         | 6          | 2     | 0     | —            | —            | 34     | 6      |
| 1993/94         | VVV             | Eredivisie      | 30         | 2          | 2     | 2     | 5            | 2            | 37     | 6      |
| 1994/95         | VVV             | Eerste divisie  | 24         | 1          | 4     | 0     | 6            | 1            | 34     | 2      |
| 1995/96         | VVV             | Eerste divisie  | 33         | 3          | 6     | 1     | 2            | 0            | 41     | 4      |
| 1996/97         | SC Heracles     | Eerste divisie  | 29         | 0          | 1     | 0     | —            | —            | 30     | 0      |
| 1997/98         | SC Heracles     | Eerste divisie  | 32         | 2          | 2     | 0     | —            | —            | 34     | 2      |
| 1998/99         | SC Heracles     | Eerste divisie  | 29         | 0          | 1     | 0     | —            | —            | 30     | 0      |
| Carrière totaal | Carrière totaal | Carrière totaal | 348        | 20         | 28    | 3     | 19           | 3            | 395    | 26     |